# مریقب
مریقب (به عربی: مریقب) یک روستا در سوریه است که در ناحیه سعن واقع شده‌است. مریقب ۵۷ نفر جمعیت دارد.